# Herzensteinia microcephalus
Herzensteinia microcephalus är en fiskart som först beskrevs av Herzenstein, 1891.  Herzensteinia microcephalus ingår i släktet Herzensteinia och familjen karpfiskar. Inga underarter finns listade i Catalogue of Life.